# Хосе Марія Боканегра
Хосе Марія Боканегра (ісп. José María de los Dolores Francisco Germán del Espíritu Santo Bocanegra y Villalpando; 25 травня 1787, Труд-де-ла Троє, Агуаскальєнтес — 23 липня 1862, Сан-Анхель, Мексика) — мексиканський юрист, політик, економіст, письменник і ілюстратор, короткий час Президент Мексики.)

## Біографія
Хосе Марія Боканегра народився 25 травня 1787 року в Труд-де-ла Троє, Агуаскальєнтес, старшим з чотирьох дітей.
Його дитинство пройшло в Агуаскальєнтесі і Гвадалахарі. Він вивчав право в Мехіко, де він вступив до Сан-Ільдефонсо, Королівський і Папський університет Мексики. У цьому університеті став адвокатом, а також економістом та істориком.
В останні роки Нової Іспанії Боканегра працював у королівському суді і був почесним членом колегії адвокатів. Він вступив в План-де-Ігуала і в січні 1822 був обраний заступником на першому установчому з'їзді для надання допомоги у створенні Конституції 1824 року.
26 січня 1829 був призначений міністром внутрішніх справ і зовнішніх зв'язків. Станом на 1 квітня того року, обіймав цю посаду в уряді при Вісенті Герреро.

## Президент
18 грудня 1829 Боканегра вступив на посаду президента і займав цей пост 5 днів. У ніч на 22 грудня мексиканські міста збунтувалися на користь Анастасіо Бустаманте, і Боканегра пішов у відставку.
Був знову призначений Антоніо Лопесом де Санто-Анною міністром закордонних справ і займав цей пост з 1841 по 1842, 1843 і 1844 роках. Він займав той же пост при Ніколасі Браво і Валентині Каналісо.
У 1844 він пішов з політики, щоб присвятити життя роботі адвоката.
Помер у своєму будинку в селі Сан-Анхель 23 липня в 1862 році у віці 75 років. Його останки спочивають у парафіяльній церкві Сан-Анхеля.
Був одружений з Марією де Хесус Каррансо, від якої у нього було три дочки.

## Літератруа
- Bocanegra, José María. // Enciclopedia de México. — Mexico City, 1996. — ISBN 1-56409-016-7.
- Appendini, Guadalupe. Aguascalientes. 46 personajes en su historia. — México: Gobierno del Estado de Aguascalientes, 1992.
- García Puron, Manuel. México y sus gobernantes. — V. 2. — Mexico City: Joaquín Porrúa, 1984.
- Orozco Linares, Fernando. Gobernantes de México. — Mexico City: Panorama Editorial, 1985. — ISBN 968-38-0260-5.